# Meslin
Meslin (bret. Melin) – miejscowość i dawna gmina we Francji, w regionie Bretania, w departamencie Côtes-d’Armor. W 2013 roku populacja Meslin wynosiła 1003 mieszkańców. 
W dniu 1 stycznia 2016 roku z połączenia dwóch ówczesnych gmin – Lamballe oraz Meslin – utworzono nową gminę. Siedzibą gminy została miejscowość Lamballe, a nowa gmina przyjęła jej nazwę. Dnia 1 stycznia 2019 roku nastąpiły kolejne zmiany administracyjne. Meslin zostało włączone do powstałej wówczas gminy Lamballe-Armor. 

## Współpraca
Miejscowość partnerska:
- Ath, Belgia